# Szófér Chaim
Szófér Chaim, teljes nevén Szófér Chaim ben Mordechai Efraim Fischl, gyakran Schreiber Joachimként említik (Pozsony, 1821. szeptember 29. – Budapest, 1886. június 28.) az első budapesti ortodox főrabbi.

## Élete
Régi pozsonyi zsidó családból származott, amely azonban nem volt azonos Szófér Mózes családjával. Szófér Mordechai Ephraim Fischel (1785–1843) pozsonyi rabbi fia volt. Tanulmányait Pozsonyban és Ungvárott végezte el, majd 1844-től Nagymartonban volt Talmud tanító. 1852-től rabbi Gyömörén, 1859-től Sajószentpéteren, 1868-tól Munkácson. 1879-ben a budapesti ortodox hitközség választotta meg főrabbijának. Pozsonyban temették el.
Utóda Reich Jaakov Koppel verbói rabbi lett.
Fivére Szófér Eleizer paksi rabbi volt.

## Művei
- Pelesz Chaim (1854) – responzumok
- Machané Chaim I–IV. – responzumok
- Chilul Sabosz
- Kol Szófér – Misna kommentár
- Divér Saáré Chaim al Tóró – kéziratban maradt, fia adta ki
- Saáré Chaim al Tehilim – kéziratban maradt, fia adta ki